# Durante Duranti
Durante Duranti (ur. 5 października 1507 w Palazzolo sull’Oglio, zm. 24 grudnia 1557 albo 1558 w Brescii) – włoski kardynał.

## Życiorys
Urodził się 5 października 1507 roku w Palazzolo sull’Oglio, a studia odbył w Brescii. W młodości został szambelanem papieskim i prefektem Domu Papieskiego. 25 czerwca 1538 roku został wybrany biskupem Alghero, a 12 marca 1540 roku przyjął sakrę. Rok później został przeniesiony do diecezji Cassano all’Ionio. 19 grudnia 1544 roku został kreowany kardynałem prezbiterem i otrzymał kościół tytularny SS. XII Apostoli. Pełnił funkcję legata w Camerino, Spoleto i Umbrii. W 1551 roku został biskupem Brescii. Zmarł tamże 24 grudnia 1557 albo 1558 roku.